# Marginella parkrynieensis
Marginella parkrynieensis is een slakkensoort uit de familie van de Marginellidae. De wetenschappelijke naam van de soort is voor het eerst geldig gepubliceerd in 2012 door V. Veldsman, S.G. Veldsman & Aiken.